# Enrique Izquierdo Jiménez
Enrique Izquierdo Jiménez fou un advocat i polític espanyol de la dècada del 1930. Membre del Partit Republicà Radical, fou nomenat governador civil de la província de Girona poc després de la proclamació de la Segona República Espanyola, tot i que fou substituït als pocs dies per Albert de Quintana i de León. A les eleccions generals espanyoles de 1933 fou escollit diputat del Partit Republicà Radical per la província de Ciudad Real. El febrer de 1935 va constituir el Directori nacional del Frente Español que defensava una República Espanyola unida i indivisible de caràcter burgès, liberal i progressiu, alhora que demanava la il·legalització de totes les forces de caràcter dissolvent o subversiu.